# 全米オープン男子シングルス優勝者一覧
全米オープン男子シングルス優勝者一覧（ぜんべいオープンせんしゅけんだんしシングルスゆうしょうしゃいちらん）は、全米オープン男子シングルスにおける優勝者の一覧である。
オープン化以前はリチャード・シアーズ、ウィリアム・ラーンド、ビル・チルデンの7回、オープン化後はジミー・コナーズ、ピート・サンプラス、ロジャー・フェデラーの5回優勝が最多である。
- 1968年にテニス界が4大大会の「オープン化」（プロ選手出場解禁措置）を実施したことに伴い、本大会では1968年と1969年の2年間のみ、暫定措置として2度の大会開催があった。1回目に行われた「オープン化時代大会」（英語：Open Era Grand Slam）の優勝者が、大会公認の優勝者となる。もう1回、年末の12月に別途で「全米選手権」（英語：US National Champs）が行われたが、こちらの優勝者は記録に数えない。そのため、1969年の場合は「オープン化時代大会」の優勝者、ロッド・レーバーが正式な優勝者となる。

| 年     | 優勝者                                | 準優勝者                         | 試合結果 （スコア）           | 備考 |
| ------ | ------------------------------------- | -------------------------------- | ----------------------------- | --- |
| 1881年 | リチャード・シアーズ（1）             | ウィリアム・グリン               | 6-0, 6-3, 6-2                 | |
| 1882年 | リチャード・シアーズ（2）             | クラレンス・クラーク             | 6-1, 6-4, 6-0                 | |
| 1883年 | リチャード・シアーズ（3）             | ジェームズ・ドワイト             | 6-2, 6-0, 9-7                 | |
| 1884年 | リチャード・シアーズ（4）             | ハワード・テーラー               | 6-0, 1-6, 6-0, 6-2            | |
| 1885年 | リチャード・シアーズ（5）             | ゴッドフリー・ブリンリー         | 6-3, 4-6, 6-0, 6-3            | |
| 1886年 | リチャード・シアーズ（6）             | リビングストン・ビークマン       | 4-6, 6-1, 6-3, 6-4            | |
| 1887年 | リチャード・シアーズ（7）             | ヘンリー・スローカム             | 6-1, 6-3, 6-2,                | 7連覇（歴代1位）。7回目の優勝（歴代1位タイ）                                                             |
| 1888年 | ヘンリー・スローカム（1）             | ハワード・テーラー               | 6-4, 6-1, 6-0                 | |
| 1889年 | ヘンリー・スローカム（2）             | クインシー・ショー               | 6-3, 6-1, 4-6, 6-2            | |
| 1890年 | オリバー・キャンベル（1）             | ヘンリー・スローカム             | 6-2, 4-6, 6-3, 6-1            | |
| 1891年 | オリバー・キャンベル（2）             | クラレンス・ホバート             | 2-6, 7-5, 7-9, 6-1, 6-2       | |
| 1892年 | オリバー・キャンベル（3）             | フレッド・ホビー                 | 7-5, 3-6, 6-3, 7-5            | |
| 1893年 | ロバート・レン（1）                   | フレッド・ホビー                 | 6-4, 3-6, 6-4, 6-4            | |
| 1894年 | ロバート・レン（2）                   | マンリフ・グッドボディ           | 6-8, 6-1, 6-4, 6-4            | |
| 1895年 | フレッド・ホビー（1）                 | ロバート・レン                   | 6-3, 6-2, 6-4                 | |
| 1896年 | ロバート・レン（3）                   | フレッド・ホビー                 | 7-5, 3-6, 6-0, 1-6, 6-1       | |
| 1897年 | ロバート・レン（4）                   | ウィルバーフォース・イーブズ     | 4-6, 8-6, 6-3, 2-6, 6-2       | |
| 1898年 | マルコム・ホイットマン（1）           | ドワイト・デービス               | 3-6, 6-2, 6-2, 6-1            | |
| 1899年 | マルコム・ホイットマン（2）           | パームリー・パレット             | 6-1, 6-2, 3-6, 7-5            | |
| 1900年 | マルコム・ホイットマン（3）           | ウィリアム・ラーンド             | 6-4, 1-6, 6-2, 6-2            | |
| 1901年 | ウィリアム・ラーンド（1）             | ビールズ・ライト                 | 6-2, 6-8, 6-4, 6-4            | |
| 1902年 | ウィリアム・ラーンド（2）             | レジナルド・ドハティー           | 4-6, 6-2, 6-4, 8-6            | |
| 1903年 | ローレンス・ドハティー（1）           | ウィリアム・ラーンド             | 6-0, 6-3, 10-8                | |
| 1904年 | ホルコム・ウォード（1）               | ウィリアム・クローシャー         | 10-8, 6-4, 9-7                | |
| 1905年 | ビールズ・ライト（1）                 | ホルコム・ウォード               | 6-2, 6-1, 11-9                | |
| 1906年 | ウィリアム・クローシャー（1）         | ビールズ・ライト                 | 6-3, 6-0, 6-4                 | |
| 1907年 | ウィリアム・ラーンド（3）             | ロバート・ルロイ                 | 6-2, 6-2, 6-4                 | |
| 1908年 | ウィリアム・ラーンド（4）             | ビールズ・ライト                 | 6-1, 6-2, 8-6                 | |
| 1909年 | ウィリアム・ラーンド（5）             | ウィリアム・クローシャー         | 6-1, 6-2, 5-7, 1-6, 6-1       | |
| 1910年 | ウィリアム・ラーンド（6）             | トーマス・バンディ               | 6-1, 5-7, 6-0, 6-8, 6-1       | |
| 1911年 | ウィリアム・ラーンド（7）             | モーリス・マクローリン           | 6-4, 6-4, 6-2                 | 5連覇（歴代3位タイ）。大会最多タイ7回目の優勝（史上2人目）                                               |
| 1912年 | モーリス・マクローリン（1）           | ウォレス・F・ジョンソン          | 3-6, 2-6, 6-2, 6-4, 6-2       | チャレンジ・ラウンドを廃止                                                                               |
| 1913年 | モーリス・マクローリン（2）           | リチャード・ウィリアムズ         | 6-4, 5-7, 6-3, 6-1            | |
| 1914年 | リチャード・ウィリアムズ（1）         | モーリス・マクローリン           | 6-3, 8-6, 10-8                | |
| 1915年 | ビル・ジョンストン（1）               | モーリス・マクローリン           | 1-6, 6-0, 7-5, 10-8           | |
| 1916年 | リチャード・ウィリアムズ（2）         | ビル・ジョンストン               | 4-6, 6-4, 0-6, 6-2, 6-4       | |
| 1917年 | リンドレイ・マレー（1）               | ナサニエル・ナイルズ             | 5-7, 8-6, 6-3, 6-3            | |
| 1918年 | リンドレイ・マレー（2）               | ビル・チルデン                   | 6-3, 6-1, 7-5                 | 日本の熊谷一弥がベスト4入り                                                                              |
| 1919年 | ビル・ジョンストン（2）               | ビル・チルデン                   | 6-4, 6-4, 6-3                 | |
| 1920年 | ビル・チルデン（1）                   | ビル・ジョンストン               | 6-1, 1-6, 7-5, 5-7, 6-3       | |
| 1921年 | ビル・チルデン（2）                   | ウォレス・F・ジョンソン          | 6-1, 6-3, 6-1                 | |
| 1922年 | ビル・チルデン（3）                   | ビル・ジョンストン               | 4-6, 3-6, 6-2, 6-3, 6-4       | |
| 1923年 | ビル・チルデン（4）                   | ビル・ジョンストン               | 6-4, 6-1, 6-4                 | |
| 1924年 | ビル・チルデン（5）                   | ビル・ジョンストン               | 6-1, 9-7, 6-2                 | |
| 1925年 | ビル・チルデン（6）                   | ビル・ジョンストン               | 4-6, 11-9, 6-3, 4-6, 6-3      | 6連覇（史上2人目 歴代2位）                                                                               |
| 1926年 | ルネ・ラコステ（1）                   | ジャン・ボロトラ                 | 6-4, 6-0, 6-4                 | |
| 1927年 | ルネ・ラコステ（2）                   | ビル・チルデン                   | 11-9, 6-3, 11-9               | |
| 1928年 | アンリ・コシェ（1）                   | フランシス・ハンター             | 4-6, 6-4, 3-6, 7-5, 6-3       | |
| 1929年 | ビル・チルデン（7）                   | フランシス・ハンター             | 3-6, 6-3, 4-6, 6-2, 6-4       | 大会最多タイ7回目の優勝（史上3人目）                                                                     |
| 1930年 | ジョン・ドエグ（1）                   | フランク・シールズ               | 10-8, 1-6, 6-4, 1-6, 6-4      | |
| 1931年 | エルスワース・バインズ（1）           | ジョージ・ロット                 | 7-9, 6-3, 9-7, 7-5            | |
| 1932年 | エルスワース・バインズ（2）           | アンリ・コシェ                   | 6-4, 6-4, 6-4                 | |
| 1933年 | フレッド・ペリー（1）                 | ジャック・クロフォード           | 6-3, 11-13, 4-6, 6-0, 6-1     | |
| 1934年 | フレッド・ペリー（2）                 | ウィルマー・アリソン             | 6-4, 6-3, 1-6, 8-6            | |
| 1935年 | ウィルマー・アリソン（1）             | シドニー・ウッド                 | 6-2, 6-2, 6-3                 | |
| 1936年 | フレッド・ペリー（3）                 | ドン・バッジ                     | 2-6, 6-2, 8-6, 1-6, 10-8      | |
| 1937年 | ドン・バッジ（1）                     | ゴットフリート・フォン・クラム   | 6-1, 7-9, 6-1, 3-6, 6-1       | |
| 1938年 | ドン・バッジ（2）                     | ジーン・マコ                     | 6-3, 6-8, 6-2, 6-1            | ドン・バッジの年間グランドスラム                                                                         |
| 1939年 | ボビー・リッグス（1）                 | ウェルビー・バン・ホーン         | 6-4, 6-2, 6-4                 | |
| 1940年 | ドン・マクニール（1）                 | ボビー・リッグス                 | 4-6, 6-8, 6-3, 6-3, 7-5       | |
| 1941年 | ボビー・リッグス（2）                 | フランク・コバックス             | 5-7, 6-1, 6-3, 6-3            | |
| 1942年 | テッド・シュローダー（1）             | フランク・パーカー               | 8-6, 7-5, 3-6, 4-6, 6-2       | |
| 1943年 | ジョー・ハント（1）                   | ジャック・クレーマー             | 6-3, 6-8, 10-8, 6-0           | |
| 1944年 | フランク・パーカー（1）               | ビル・タルバート                 | 6-4, 3-6, 6-3, 6-3            | |
| 1945年 | フランク・パーカー（2）               | ビル・タルバート                 | 14-12, 6-1, 6-2               | |
| 1946年 | ジャック・クレーマー（1）             | トム・ブラウン                   | 9-7, 6-3, 6-0                 | |
| 1947年 | ジャック・クレーマー（2）             | フランク・パーカー               | 4-6, 2-6, 6-1, 6-0, 6-3       | |
| 1948年 | パンチョ・ゴンザレス（1）             | エリック・スタージェス           | 6-2, 6-3, 14-12               | |
| 1949年 | パンチョ・ゴンザレス（2）             | テッド・シュローダー             | 16-18, 2-6, 6-1, 6-2, 6-4     | |
| 1950年 | アーサー・ラーセン（1）               | ハーバート・フラム               | 6-3, 4-6, 5-7, 6-4, 6-3       | |
| 1951年 | フランク・セッジマン（1）             | ビック・セイシャス               | 6-4, 6-1, 6-1                 | |
| 1952年 | フランク・セッジマン（2）             | ガードナー・ムロイ               | 6-1, 6-2, 6-3                 | |
| 1953年 | トニー・トラバート（1）               | ビック・セイシャス               | 6-3, 6-2, 6-3                 | |
| 1954年 | ビック・セイシャス（1）               | レックス・ハートウィグ           | 3-6, 6-2, 6-4, 6-4            | |
| 1955年 | トニー・トラバート（2）               | ケン・ローズウォール             | 9-7, 6-3, 6-3                 | |
| 1956年 | ケン・ローズウォール（1）             | ルー・ホード                     | 4-6, 6-2, 6-3, 6-3            | |
| 1957年 | マルコム・アンダーソン（1）           | アシュレー・クーパー             | 10-8, 7-5, 6-4                | |
| 1958年 | アシュレー・クーパー（1）             | マルコム・アンダーソン           | 6-2, 3-6, 4-6, 10-8, 8-6      | |
| 1959年 | ニール・フレーザー（1）               | アレックス・オルメド             | 6-3, 5-7, 6-2, 6-4            | |
| 1960年 | ニール・フレーザー（2）               | ロッド・レーバー                 | 6-4, 6-4, 9-7                 | |
| 1961年 | ロイ・エマーソン（1）                 | ロッド・レーバー                 | 7-5, 6-3, 6-2                 | |
| 1962年 | ロッド・レーバー（1）                 | ロイ・エマーソン                 | 6-2, 6-4, 5-7, 6-4            | レーバーの1回目の年間グランドスラム                                                                      |
| 1963年 | ラファエル・オスナ（1）               | フランク・フローリング3世        | 7-5, 6-4, 6-2                 | |
| 1964年 | ロイ・エマーソン（2）                 | フレッド・ストール               | 6-4, 6-2, 6-4                 | |
| 1965年 | マニュエル・サンタナ（1）             | クリフ・ドリスデール             | 6-2, 7-9, 7-5, 6-1            | |
| 1966年 | フレッド・ストール（1）               | ジョン・ニューカム               | 4-6, 12-10, 6-3, 6-4          | |
| 1967年 | ジョン・ニューカム（1）               | クラーク・グレーブナー           | 6-4, 6-4, 8-6                 | |
| 1968年 | アーサー・アッシュ（1）               | トム・オッカー                   | 14-12, 5-7, 6-3, 3-6, 6-3     | この年からオープン化、プロ選手解禁                                                                       |
| 1968年 | アーサー・アッシュ                    | ボブ・ルッツ                     | 4-6, 6-3, 8-10, 6-0, 6-4      | 別途開催の全米選手権、当年度2回目                                                                        |
| 1969年 | ロッド・レーバー（2）                 | トニー・ローチ                   | 7-9, 6-1, 6-2, 6-2            | レーバーの2回目の年間グランドスラム                                                                      |
| 1969年 | スタン・スミス                        | ボブ・ルッツ                     | 9-7, 6-3, 6-1                 | 別途開催の全米選手権、当年度2回目                                                                        |
| 1970年 | ケン・ローズウォール（2）             | トニー・ローチ                   | 2-6, 6-4, 7-6, 6-3            | |
| 1971年 | スタン・スミス（1）                   | ヤン・コデシュ                   | 3-6, 6-3, 6-2, 7-6            | |
| 1972年 | イリ・ナスターゼ（1）                 | アーサー・アッシュ               | 3-6, 6-3, 6-7, 6-4, 6-3       | |
| 1973年 | ジョン・ニューカム（2）               | ヤン・コデシュ                   | 6-4, 1-6, 4-6, 6-2, 6-2       | |
| 1974年 | ジミー・コナーズ（1）                 | ケン・ローズウォール             | 6-1, 6-0, 6-1                 | |
| 1975年 | マニュエル・オランテス（1）           | ジミー・コナーズ                 | 6-4, 6-3, 6-3                 | |
| 1976年 | ジミー・コナーズ（2）                 | ビョルン・ボルグ                 | 6-4, 3-6, 7-6, 6-4            | |
| 1977年 | ギレルモ・ビラス（1）                 | ジミー・コナーズ                 | 2-6, 6-3, 7-5, 6-0            | |
| 1978年 | ジミー・コナーズ（3）                 | ビョルン・ボルグ                 | 6-4, 6-2, 6-2                 | |
| 1979年 | ジョン・マッケンロー（1）             | ビタス・ゲルレイティス           | 7-5, 6-3, 6-3                 | |
| 1980年 | ジョン・マッケンロー（2）             | ビョルン・ボルグ                 | 7-6, 6-1, 6-7, 5-7, 6-4       | |
| 1981年 | ジョン・マッケンロー（3）             | ビョルン・ボルグ                 | 4-6, 6-2, 6-4, 6-3            | |
| 1982年 | ジミー・コナーズ（4）                 | イワン・レンドル                 | 6-3, 6-2, 4-6, 6-4            | |
| 1983年 | ジミー・コナーズ（5）                 | イワン・レンドル                 | 6-3, 6-7, 7-5, 6-0            | オープン化後最多となる5回目の優勝（歴代4位タイ 現オープン化後1位タイ）                                   |
| 1984年 | ジョン・マッケンロー（4）             | イワン・レンドル                 | 6-3, 6-4, 6-1                 | |
| 1985年 | イワン・レンドル（1）                 | ジョン・マッケンロー             | 7-6, 6-3, 6-4                 | |
| 1986年 | イワン・レンドル（2）                 | ミロスラフ・メチージュ           | 6-4, 6-2, 6-0                 | |
| 1987年 | イワン・レンドル（3）                 | マッツ・ビランデル               | 6-7, 6-0, 7-6, 6-4            | |
| 1988年 | マッツ・ビランデル（1）               | イワン・レンドル                 | 6-4, 4-6, 6-3, 5-7, 6-4       | |
| 1989年 | ボリス・ベッカー（1）                 | イワン・レンドル                 | 7-6, 1-6, 6-3, 7-6            | |
| 1990年 | ピート・サンプラス（1）               | アンドレ・アガシ                 | 6-4, 6-3, 6-2                 | サンプラスの最年少優勝記録、19歳28日                                                                     |
| 1991年 | ステファン・エドベリ（1）             | ジム・クーリエ                   | 6-2, 6-4, 6-0                 | |
| 1992年 | ステファン・エドベリ（2）             | ピート・サンプラス               | 3-6, 6-4, 7-6, 6-2            | |
| 1993年 | ピート・サンプラス（2）               | セドリック・ピオリーン           | 6-4, 6-4, 6-3                 | |
| 1994年 | アンドレ・アガシ（1）                 | ミヒャエル・シュティヒ           | 6-1, 7-6, 7-5                 | |
| 1995年 | ピート・サンプラス（3）               | アンドレ・アガシ                 | 6-4, 6-3, 4-6, 7-5            | |
| 1996年 | ピート・サンプラス（4）               | マイケル・チャン                 | 6-1, 6-4, 7-6                 | |
| 1997年 | パトリック・ラフター（1）             | グレグ・ルーゼドスキー           | 6-3, 6-2, 4-6, 7-5            | 「アーサー・アッシュ・スタジアム」開場                                                                   |
| 1998年 | パトリック・ラフター（2）             | マーク・フィリプーシス           | 6-3, 3-6, 6-2, 6-0            | |
| 1999年 | アンドレ・アガシ（2）                 | トッド・マーティン               | 6-4, 6-7, 6-7, 6-3, 6-2       | |
| 2000年 | マラト・サフィン（1）                 | ピート・サンプラス               | 6-4, 6-3, 6-3                 | |
| 2001年 | レイトン・ヒューイット（1）           | ピート・サンプラス               | 7-6, 6-1, 6-1                 | |
| 2002年 | ピート・サンプラス（5）               | アンドレ・アガシ                 | 6-3, 6-4, 5-7, 6-4            | オープン化後最多タイとなる5回目の優勝（歴代4位タイ OP後1位タイ）                                         |
| 2003年 | アンディ・ロディック（1）             | フアン・カルロス・フェレーロ     | 6-3, 7-6, 6-3                 | |
| 2004年 | ロジャー・フェデラー（1）             | レイトン・ヒューイット           | 6-0, 7-6, 6-0                 | |
| 2005年 | ロジャー・フェデラー（2）             | アンドレ・アガシ                 | 6-3, 2-6, 7-6, 6-1            | |
| 2006年 | ロジャー・フェデラー（3）             | アンディ・ロディック             | 6-2, 4-6, 7-5, 6-1            | |
| 2007年 | ロジャー・フェデラー（4）             | ノバク・ジョコビッチ             | 7-6, 7-6, 6-4                 | |
| 2008年 | ロジャー・フェデラー（5）             | アンディ・マリー                 | 6-2, 7-5, 6-2                 | 史上4人目84年ぶりの5連覇（歴代3位タイ） オープン化後最多タイとなる5回目の優勝（歴代4位タイ OP後1位タイ） |
| 2009年 | フアン・マルティン・デル・ポトロ（1） | ロジャー・フェデラー             | 3-6, 7-6, 4-6, 7-6, 6-2       | |
| 2010年 | ラファエル・ナダル（1）               | ノバク・ジョコビッチ             | 6-4, 5-7, 6-4, 6-2            | ナダルがキャリア・グランドスラムを達成                                                                   |
| 2011年 | ノバク・ジョコビッチ（1）             | ラファエル・ナダル               | 6-2, 6-4, 6-7, 6-1            | |
| 2012年 | アンディ・マリー（1）                 | ノバク・ジョコビッチ             | 7-6, 7-5, 2-6, 3-6, 6-2       | |
| 2013年 | ラファエル・ナダル（2）               | ノバク・ジョコビッチ             | 6-2, 3-6, 6-4, 6-1            | |
| 2014年 | マリン・チリッチ（1）                 | 錦織圭                           | 6-3, 6-3, 6-3                 | 錦織は日本人初の決勝進出                                                                                 |
| 2015年 | ノバク・ジョコビッチ（2）             | ロジャー・フェデラー             | 6-4, 5-7, 6-4, 6-4            | |
| 2016年 | スタン・ワウリンカ（1）               | ノバク・ジョコビッチ             | 6-7, 6-4, 7-5, 6-3            | |
| 2017年 | ラファエル・ナダル（3）               | ケビン・アンダーソン             | 6-3, 6-3, 6-4                 | |
| 2018年 | ノバク・ジョコビッチ（3）             | フアン・マルティン・デル・ポトロ | 6-3, 7-6 (7–4), 6-3           | |
| 2019年 | ラファエル・ナダル（4）               | ダニール・メドベージェフ         | 7-5, 6-3, 5-7, 4-6, 6-4       | |
| 2020年 | ドミニク・ティーム（1）               | アレクサンダー・ズベレフ         | 2-6, 4-6, 6-4, 6-3, 7-6 (8–6) | 無観客で開催                                                                                             |
| 2021年 | ダニール・メドベージェフ（1）         | ノバク・ジョコビッチ             | 6-4, 6-4, 6-4                 | |
| 2022年 | カルロス・アルカラス（1）             | キャスパー・ルード               | 6-4, 2-6, 7-6(7–1), 6-3       | |
| 2023年 | ノバク・ジョコビッチ（4）             | ダニール・メドベージェフ         | 6-3, 7-6(7–5), 6-3            | 男女通じて歴代最多タイの24回目のグランドスラム大会優勝。                                                 |
| 2024年 | ヤニック・シナー                      | テイラー・フリッツ               | 6-3, 6-4, 7-5                 | |